# Denevérkuhi
A denevérkuhi (Macheiramphus alcinus) a madarak osztályának vágómadár-alakúak (Accipitriformes) rendjébe, ezen belül a vágómadárfélék (Accipitridae) családjába tartozó Macheiramphus nem egyetlen faja.

## Előfordulása
Afrikában Angola, Benin, Botswana, Brunei, Burkina Faso,  Burundi, a Dél-afrikai Köztársaság, Kamerun, a Közép-afrikai Köztársaság, Csád, Comore-szigetek, a Kongói Köztársaság, a Kongói Demokratikus Köztársaság, Elefántcsontpart, Egyenlítői-Guinea, Etiópia, Gabon, Ghána, Guinea, Kenya, Libéria, Madagaszkár, Malawi,  Mali, Mozambik, Mianmar, Namíbia, Niger, Nigéria, Ruanda, Szenegál, Sierra Leone, Szomália, Szudán, Tanzánia, Thaiföld, Togo, Uganda, Zambia és Zimbabwe, Ázsiában, pedig Indonézia, Malajzia és Pápua Új-Guinea területén honos.

## Alfajai
- Macheiramphus alcinus alcinus
- Macheiramphus alcinus anderssoni
- Macheiramphus alcinus papuanus

## Megjelenése
Testhossza 45 centiméter.

## Életmódja
Döntően denevérekre vadászik szürkületkor, de kisebb madarakkal és rovarokkal is táplálkozik.